# Cordillera de Pai Joi
La cordillera de Pay Choy (del ruso: Пай-Хой) es una línea de montes bajos en el norte de la Rusia europea, en el ókrug autónomo Yamalo-Nénets, al sur del mar de Kara, considerado frontera entre Europa y Asia, por lo que estas montañas, así como la doble isla del océano Ártico de Nueva Zembla pertenecen a Europa.
Representan una prolongación hacia el noroeste de los montes Urales. Estas montañas caen directamente a la costa en las inmediaciones septentrionales del ya mencionado mar de Kara, o sureste del mar de Barents. Al noroeste, queda el estrecho de Yugorsky, tras el cual está la isla Vaygach. 
Las montañas Pay Choy van en dirección sudeste en búsqueda de los Urales. Cerca de la unión de estas dos cordilleras están las fuentes del río Usá, y poco más abajo, la ciudad de Vorkutá, la más grande de esta región, ya en la república de Komi.
- Datos: Q1752820